# Sfera Ebbasta
Sfera Ebbasta   (Sesto San Giovanni, 7 de desembre de 1992) és un raper i cantant italià.
Va aconseguir reconeixement després de la publicació del disc XDVR (2015), enregistrat amb la col·laboració del productor discogràfic Charlie Charles i DEACC. El seus següents treballs discogràfics, com Sfera Ebbasta (2016), Rockstar (2018) i la seva reedició Popstar Edition (2018), i Famoso (2020), també van aconseguir popularitat al seu país. Amb tot, Ebbasta va ser un dels artistes amb majors vendes a Itàlia a la dècada de 2010.

## Discografia
- 2013: Emergenza Mixtape Vol. 1
- 2015: XDVR
- 2016: Sfera Ebbasta
- 2018: Rockstar
- 2020: Famoso
- 2022: Italiano
- 2023: X2VR